# Pinus muricata
Espèce
Statut de conservation UICN

 VU B2ab(iii) : Vulnérable
Classification phylogénétique
Répartition géographique
Pinus muricata est un arbre appartenant à la famille des Pinacées et au genre Pinus. Son aire de répartition est très étroite. On le trouve principalement en Californie, aux États-Unis, et à quelques endroits de Basse-Californie, au Mexique, ainsi que sur quelques îles au large des côtes.

## Description
C'est un arbre à feuilles persistantes qui peut atteindre une hauteur de 25 m, et avoir un tronc de 90 cm de diamètre. Sa cime est arrondie ou même aplatie. Il vit sur les collines basses en zone côtière. Il a un port en colonne large. Ses rameaux sont de couleur orange-brun. Les branches sont ascendantes, et persistent assez bas sur le tronc même à l'âge adulte.
Son écorce couleur pourpre-brun (semblable à celle du pin sylvestre) est écailleuse, très épaisse et sillonnée. Ses feuilles, des aiguilles d'environ 1,5 mm de large et 8 à 15 cm de long, sont légèrement incurvées. Elles sont de couleur vert-jaunâtre foncé, ou bleu-vert suivant la région (voir plus bas), 2 par faisceau, et persistent 2 à 3 ans.
Les fleurs mâles sont jaunes, les femelles rouges, en groupes séparés sur les jeunes rameaux. Les cônes ovoïdes font 8 cm de long, sont asymétriques, en verticille. Ils sont rouge-brun et mûrissent en 2 ans. Ils peuvent persister jusqu'à 70 ans, ce qui est plus que n'importe quel autre pin. Les écailles des cônes sont très raides, et ont leur extrémité piquante, évitant ainsi la prédation par les écureuils. Les cônes restent fermés très longtemps, généralement jusqu'à ce que de fortes chaleurs ou le feu les fassent s'ouvrir. Les graines font de 6 à 7 mm, de couleur foncée, presque noire, et ont des ailettes de 15 à 20 mm.

## Variétés
Il y aurait quatre variétés de ce pin (P. m. muricata, P m. borealis, P. m. remorata, et P. m. cedrosensis), mais aucune n'a été validée par publication scientifique. Il semble plutôt que l'espèce muricata soit très variable en termes morphologique, génétique, chimique, écologique et physiologique.
En Californie, il a été montré que les caractéristiques de ce pin changeaient abruptement aux alentours de la frontière entre les comtés de Sonoma et Mendocino. La population du nord est appelée la « variété bleue », et celle du sud la « variété verte », à cause des différences de couleur des feuilles. Les tentatives d'hybridation des deux populations ont toujours échoué, suggérant qu'il pourrait s'agir en fait de deux espèces distinctes bien qu'assez proches.

### Sources
- Allen J. Coombes, Arbres, Éd. Larousse, 2005,  (ISBN 2035604028).
- (en) Pinus muricata sur conifers.org